# Kvarnbergsskolan, Göteborg

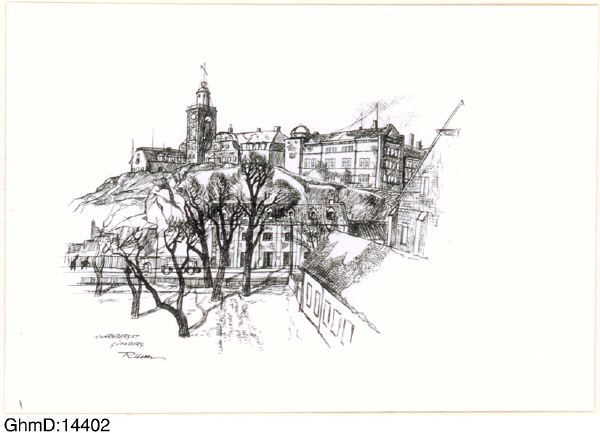
Navigationsskolan (till vänster) och Kvarnbergsskolan (till höger) uppe på Kvarnberget, teckning av Richard Holmström från 1947.

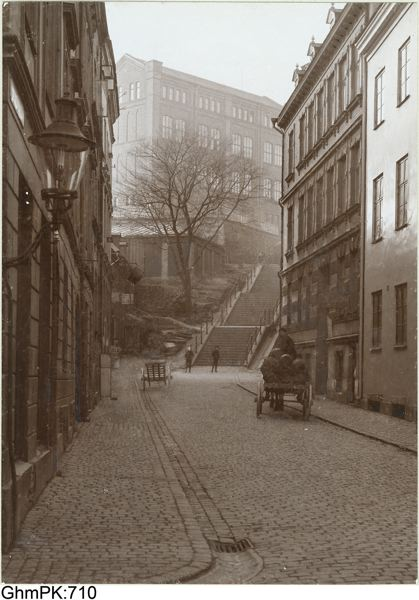
Spannmålsgatan med Kvarnbergsskolan i fonden, cirka 1902. Bildsamlingen vid Göteborgs stadsmuseum.

Kvarnbergsskolan var en skolbyggnad vid Kvarnbergsgatan 1 på Kvarnberget i Göteborg. Skolan invigdes den 1 april 1877 efter ritningar av arkitekt Victor Adler. Skolans lokaler användes av Lundby samrealskola från hösten 1950 och några år därefter, och från 1955 av  Göteborgs kommunala realskola. Byggnaden revs 1969. Åren 1970–72 byggdes ett hus med plåtfasader på skolans tidigare tomt. För ritningarna svarade Tuvert Arkitekter AB.